# Agapetus basagureni
Agapetus basagureni är en nattsländeart som beskrevs av Gonzalez och Lazar Botosaneanu 1995. Agapetus basagureni ingår i släktet Agapetus och familjen stenhusnattsländor. Inga underarter finns listade i Catalogue of Life.